# Victorville
Victorville város az Amerikai Egyesült Államok Kalifornia államában, San Bernardino megyében. Lakosainak száma 134 810 fő (2020. április 1.).

## Közlekedés
A települést érinti az Amtrak egyik távolsági vasúti járata is, az Southwest Chief.

## Népesség
A település népességének változása:

| 2010 | 115 903 |
| 2020 | 134 810 |